# 新大久保站乘客墜軌事故
新大久保站乘客墜軌事故（日语：／），乃發生於2001年（平成13年）1月26日約19時14分，東日本旅客鐵道（JR東日本）山手線新大久保站發生的鐵路人身傷害事故。

## 事故概要
山手線的新大久保站，一名醉酒男子墜軌，另兩名乘客見狀跳落路軌救人，三人同時遭進站的列車輾斃。
協助救人的兩名死者分別為日本攝影師關根史郎（47歲）及韓國留學生李秀賢（26歲）。這宗事件在日本國內廣泛報導，在韓國亦廣泛報導。
通常JR對於發生人身傷害事故，會向肇事者或其家屬要求賠償。這次事故，JR東日本同時向最初跌落路軌和跳落路軌救人的兩人之家屬要求賠償，惹來非議，結果JR方面只向最初醉酒墜軌者的家屬要求賠償。
與此同時，最先墜軌的醉酒男子，證實曾在事發車站的商店買酒，JR東日本停止了通勤圈內部分車站的商店售賣酒精類飲品。（現在又重新賣酒）
此後，時任日本內閣總理大臣（首相）的森喜朗為試圖救人的兩名死者的家屬授予了獎狀，警察廳也為他們頒發了警察協力章。 
次年，日本天皇慰問了韓國留學生李秀賢的父母。而另一邊，日本攝影師的母親卻依然無法走出自己的孩子已經過世的悲痛，幾年後孤獨死去。

## 對策
乘客從月台上墜軌，遭列車撞上的事故，在日本其實也屢次發生。不過，由於這次事故給傳媒大幅和廣泛報道，令社會對月台墜軌事故的關心程度高漲。因此，實施了以下的對策。

### 設置列車緊急停車按鈕

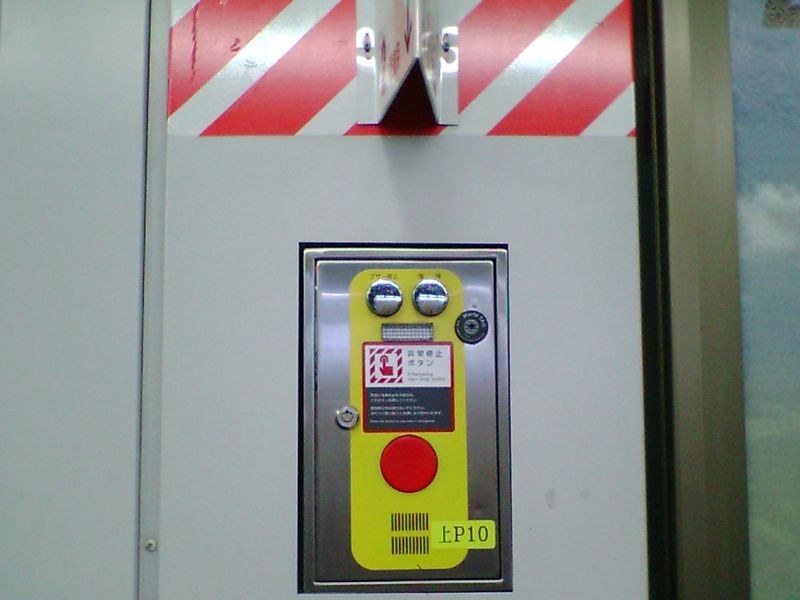
列車緊急停車按鈕

為預防乘客在月台候車時意外墜落於路線上，而遭受正在進站停靠或通過且煞車不及的列車撞擊之危險，並由於受到此次墜軌事故的影響，故日本的各鐵道事業者為維護乘客在月台上候車時的安全，已陸續在各車站月台上設置列車緊急停車按鈕，並加以明顯標示。該列車緊急停車按鈕使用時機為：當有乘客意外從月台墜落於路線上、或發現有人或其他物體侵入路線、或線路上有異狀而影響列車運行時，在月台上的其他乘客或站務人員便可以按下此按鈕，告知即將要進站停靠或通過的列車駕駛及早將列車減速煞車，以避免或減輕傷亡事故的發生。截至2006年末，全日本大約1700個車站裝備了這樣的緊急停車按鈕。

### 其他設備的整備
為避免此次乘客與施救者來不及離開軌道而被列車撞擊的事故再度發生，JR修改月台設計，在下方空出可讓人暫時避車的空間。並且安裝墜軌偵測器，偵測到有人墜軌、侵入軌道時會觸發警報，使得列車可提早煞車，降低事故發生機會。
一些車站月台上的候車椅，由原本直接面向鐵軌的擺設，改為與鐵軌呈90度角的擺設，以避免酒醉乘客從候車椅起身時，因身體不穩而從月台摔入軌道內。
發生事故的新大久保站於2013年加裝月台門。

## 紀念
JR東日本於該站的驗票口及月台樓梯間的牆上設立紀念牌，以日文及韓文並陳事發經過，並對於施救者捨己救人的勇氣表達敬意。
日本與韓國之後聯合製作一部電影，名為《無法忘記你》，以施救者韓國留學生李秀賢的生平為題材。明仁天皇夫婦親自出席2007年1月26日的試映會，這是天皇首次參加民間電影的試映會。
日本作家吉田修一於2008年至2009年在《每日新聞》發表連載小說《橫道世之介》，同名的主人公以施救者攝影師關根史郎為原型。

## 類似事故
1949年12月13日，隨中華民國憲兵到台灣、年僅18歲的憲兵隊員楊榮華，在台北車站執勤時看到一名兒童墜軌，列車進站時仍奮不顧身跳下搶救，但被列車撞擊送醫不治而殉職。1950年1月，軍方在台北車站設立紀念碑，並由于右任親題「革命軍人之楷模，中華民族之精神」以紀念其英勇事蹟。隨著第四代車站站體於1989年9月完工啟用，紀念碑移至地下一樓的剪票層，並由駐守在車站的憲兵負責每日清潔、擦拭紀念碑。
1975年（昭和50年）12月27日15時50分，在日本國有鐵道山陽本線須磨站，各站停車的普通電車在待避線正等候新快速電車的通過，有醉酒老人跌進了新快速電車通過的主線，該普通電車的車掌大山健一跳落路軌救人，結果車掌和該老人一起遭新快速輾斃。車掌加入國鐵工作了兩年，國鐵在須磨站豎了紀念碑，紀念他的英勇事跡。